# Heino (plaats)
Heino is een dorp in de gemeente Raalte in de Nederlandse provincie Overijssel waarvan de geschiedenis teruggaat tot de 13e eeuw. Heino ligt tussen Zwolle en Raalte en telde in 2023 7.315 inwoners. Het station van Heino, aan de spoorlijn Zwolle - Almelo, ligt ten zuidwesten van de dorpskom; de N35 draait aan de andere kant om het dorp heen.

## Geschiedenis

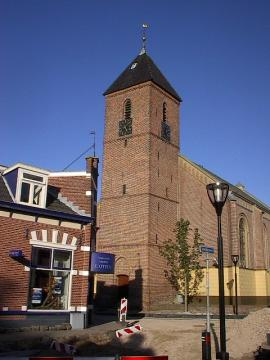
Nederlandse Hervormde Kerk van Heino (Nicolaaskerk)

Heino wordt genoemd in een oorkonde van de bisschop van Utrecht uit het jaar 1236. Hierin wordt de naam Van der Hayne genoemd, en er wordt gesproken over een buurtschap genaamd Ter Heyne. Eind 14e eeuw wordt het aangeduid als een kerspel. Van een echt dorp is er pas sprake sinds de 17e eeuw. Sinds de Tweede Wereldoorlog is het dorp aanzienlijk uitgebreid. Voor de 21e eeuw zijn er verdere uitbreidingsplannen gemaakt. Op 22 mei 1982 werd in het Gemeentehuis van Heino een akte van jumelage ondertekend met de Belgische gemeente Keerbergen.
De voormalige gemeente Heino bestond uit de kernen Heino, Lierderholthuis en Laag Zuthem en had een totale oppervlakte van 36,23 km². Het voormalige gemeentewapen, met daarin een ploegijzer van zilver en drie klaverbladen in natuurlijke kleur, verwees naar het agrarische karakter van de gemeente. 
Bij de gemeentelijke herindelingen van 1 januari 2001 werd de gemeente samengevoegd met Raalte. De zusterband met Keerbergen werd stilzwijgend verbroken.
Op 11 maart 2023 kwam de Duitse Schlagerzanger Heino optreden in Heino.

## Locaties
- In en rond het centrum:
  - Nicolaaskerk
  - Onze Lieve Vrouwe Tenhemelopneming, een katholieke kerk aan de Canadastraat
  - Dorpshuus
  - Leugenpompe, de dorpspomp die volgens de sage alleen water geeft aan mensen met een zuiver geweten.[4]

- Buitengebied:
  - Kamp Schaarshoek, een voormalig werkverschaafingskamp en concentratiekamp; tegenwoordig een groepsaccommodatie[5]
  - Landgoed 't Rozendael – 't Nijenhuis, net ten zuiden van Heino
  - Den Alerdinck, een havezate tussen Heino en Laag Zuthem
  - De Colckhof, een landgoed en natuurgebied van Natuurmonumenten
  - Landgoed De Gunne, bij de N35 ten noordwesten van het dorp
  - Kasteel Nijenhuis, met een uitgestrekte beeldentuin van Museum de Fundatie
  - Landgoed De Vlaminckhorst, met originele boerderij en spieker net buiten de bebouwde kom.

## Onderwijs
- De Dolfijn (katholieke daltonschool)
- De Gouden Emmer (protestants christelijk)
- De Springplank (openbaar)

## Sport en verenigingen
Hieronder enkele verenigingen uit Heino:
- Ons Genoegen (fanfare)
- SC Hevo (gymnastiek)
- HHZD (handbal)
- Rozendaelgroep (scouting)
- TTV Heino (tafeltennis)
- TV Heino (tennis)
- VV Heino (voetbal)
- Hevo Heino (volleybal)
- Plaatselijk Belang Heino (Belangenorganisatie)

## Feesten
In Heino is er jaarlijks een groot feest; De Pompdagen, het jaarlijkse 5-daagse dorpsfeest. Tijdens De Pompdagen zijn er podiums, een minikermis, een markt en op zondag een toertocht voor oldtimers. In 2020 en 2021 is het evenement afgelast in verband met de coronacrisis.  Een replica van de Leugenpompe geeft continu water.

## Verkeer en vervoer
- Heino is gelegen aan rijksweg 35, die via "Rondweg Heino" om het dorp heenloopt. De rondweg werd op 4 oktober 1984 geopend om de verkeersdrukte in Heino te verminderen.
- De Blauwnet-sprinter van de spoorlijn Zwolle - Almelo - Enschede stopt tweemaal per uur per richting op station Heino.
- Heino heeft drie buslijnen: buslijn 166 (Zwolle Hessenpoort - Station Raalte), buurtbus 523 (Zwolle-Zuid - Laag Zuthem - Station Heino) en schoolbus 664 (Lemelerveld → Heino → Zwolle).

## Bekende personen
- Johannes ter Pelkwijk (1769-1834), staatsman
- Arnold Adolf Bentinck (1798-1868), minister, diplomaat en gezant
- Petrus Drabbe (1887-1970), missionaris en taalkundige
- Flip Jonkman (1946), dirigent
- Albert Jan Maat (1953), politicus
- Martijn Dadema (1975), burgemeester
- Hendrik Jan Bökkers (1977), zanger
- Sophie Nijman (1986), langebaanschaatser
- Joran Pot (1989), voormalig profvoetballer
- Ines Roessink (1992), voetballer